# Aprilia SL 1000 Falco
Aprilia SL 1000 Falco je sportovně cestovní motocykl, vyvinutý firmou Aprilia, vyráběný v letech 1999–2004 v továrně společnosti v Noale.
Motor je Rotax montovaný do Aprilia RSV Mille v letech 1998–2000, mírně upravený pro srovnání průběhu ve středních otáčkách za cenu omezení špičky. Nejlépe se cítí mezi 4500-1000 otáčkami. Motocykl je výrazně kapotovaný.
Konkurenci představují Suzuki TL 1000, Ducati ST3 nebo Honda VTR 1000F.

## Technické parametry
- Rám: dvojitý mostový ze slitin hliníku a magnézia
- Suchá hmotnost: 190 kg
- Pohotovostní hmotnost: 222 kg
- Maximální rychlost: 255 km/h
- Spotřeba paliva: l/100 km